# Integral elíptica

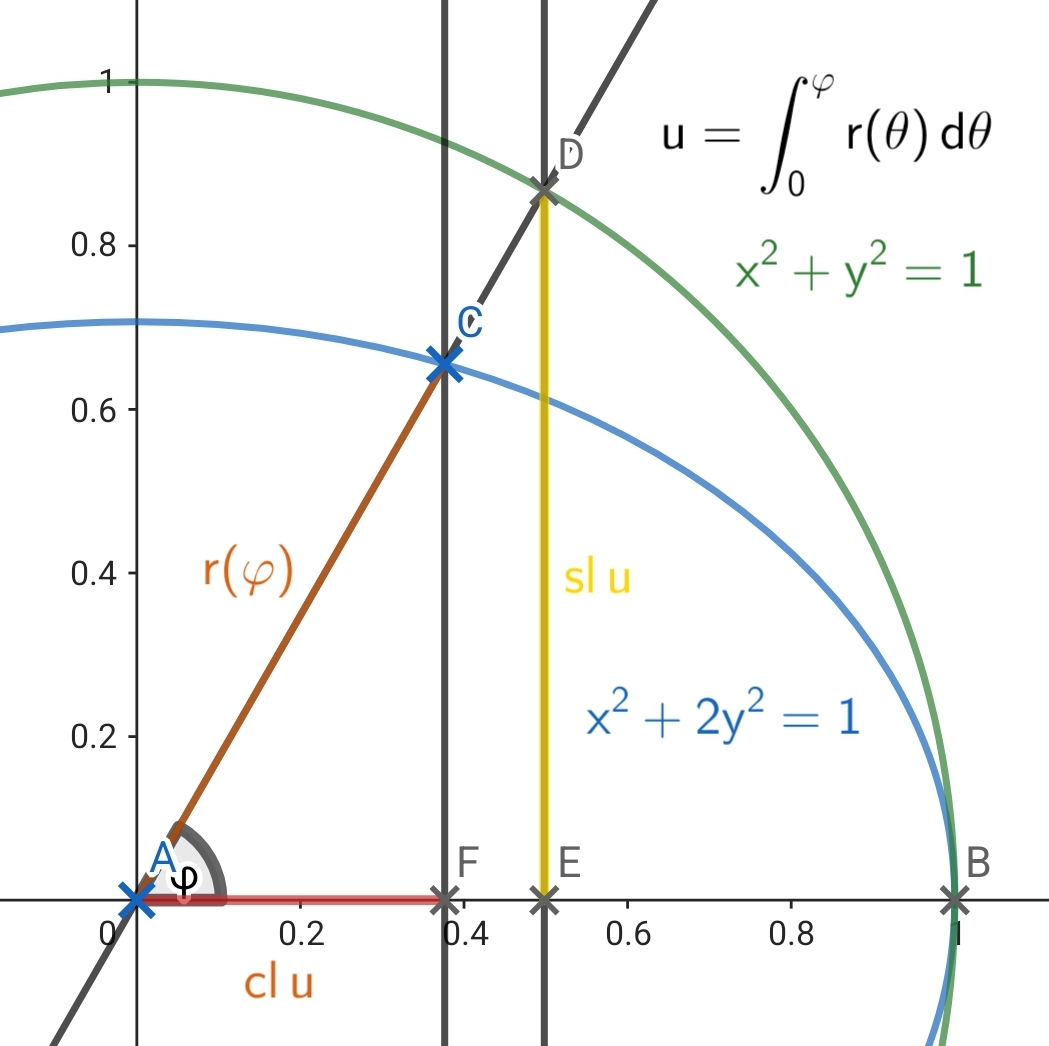
O cosseno da lemniscata representa a distância entre os pontos A e F; enquanto o seno da lemniscata é a medida entre os pontos D e E

No cálculo integral, integrais elípticas originalmente surgiram em conexão com o problema do comprimento do arco de uma elipse e foram inicialmente estudadas por Giulio Carlo Fagnano dei Toschi e Leonhard Euler.
Na sua definição moderna, uma integral elíptica é qualquer função f que pode ser expressa na forma:
{\displaystyle f(x)=\int _{c}^{x}R\left(t,{\sqrt {P(t)}}\right){\text{d}}t}
Onde R é uma função racional de dois argumentos, P é  um polinômio de grau 3 ou 4 com nenhuma raiz repetida, e c é uma constante.
A integral do tipo:
{\displaystyle \int {{\text{d}}x \over {\sqrt {1-k^{2}{\text{sen}}^{2}x}}}} , onde {\displaystyle 0<k^{2}<} [1]
é uma forma de integral elíptica.
Em geral, integrais elípticas não podem ser expressas em termos de funções elementares; exceto quando P tem raízes repetidas, ou quando R(x,y) não contem nenhuma potência de ordem ímpar de y. Contudo, com apropriadas reduções de fórmulas, cada integral elíptica pode ser quebrada em uma forma que envolve integrais sobre funções racionais, e as três formas canônicas (isto é, uma integral elíptica de primeira, segunda ou terceira forma).
Como a integral [1] não pode ser expressa por funções elementares. Para resolver esta integral é necessário recorrer a métodos numéricos e que geralmente já possuem valores tabelados. Essas tabelas foram elaboradas seguindo a função:
{\displaystyle y=F(x)=\int _{0}^{x}{1 \over {\sqrt {1-k^{2}{\text{sen}}^{2}t}}}\ {\text{d}}t}
Isto para vários valores da constante k presente na integral elíptica.
Além destas formas, as integrais elípticas pode ser expressas na forma de Legendre e na forma simétrica Carlson. Uma visão adicional da teoria das integrais elípticas foi obtida através de estudos do mapeamento de Schwarz-Christoffel

## Tipos de integrais elípticas
A grosso modo as elípticas podem ser classificadas em 3 tipos diferentes, e que são ocasionadas devido a sua origem geométrica.

#### Integral elíptica do primeiro tipo
{\displaystyle y=F(x)=\int _{0}^{x}{dt \over {\sqrt {1-k^{2}sen^{2}t}}}}

#### Integral elíptica do segundo tipo
{\displaystyle y=E(x)=\int _{0}^{x}{\sqrt {1-k^{2}sen^{2}t}}dt}   ,   onde {\displaystyle 0<k^{2}<1}
Essa integral é verificada no cálculo do comprimento de arco de uma curva e daí que se têm a ideia de integral elíptica.

#### Integral elíptica do terceiro tipo
{\displaystyle y=\int _{0}^{x}{dt \over {\sqrt {1-k^{2}sen^{2}t}}(1+a^{2}sen^{2}t)}}   ,   onde   {\displaystyle a\neq 0,a^{2}\neq k^{2}}
1. ↑  KAPLAN,  Wilfred.  Cálculo Avançado - Volume I.  São Paulo: Edgard Blücher, Ed. Universidade de São Paulo,  1972.